# Poiana (Dolhasca)
Poiana (antiguamente Poiana-Răftivanuluî) es una localidad rumana del oraș de Dolhasca, en el condado de Suceava.

## Toponimia
El nombre antiguo del lugar puede encontrarse escrito con las grafías Poiana-Răftivanuluî y Poiana Răftivanului. Pasó a llamarse simplemente Poiana.

## Historia
Hacia comienzos del siglo XX, la localidad, que ya por entonces pertenecía al condado de Suceava, formaba parte de la comuna de Dolhești y tenía contabilizada una población de 302 habitantes.
En la segunda mitad del siglo XX la localidad había pasado a formar parte del oraș de Dolhasca. En el censo de 2021 la localidad tenía una población de 400 habitantes.